# چهار دیوار و یک سقف
چهار دیوار و یک سقف (به انگلیسی: Four Walls and a Roof)سومین قسمت از فصل پنجم سریال پسارستاخیزی ترسناک مردگان متحرک است. این قسمت در تاریخ ۲۶ اکتبر ۲۰۱۴ از شبکه کابلی ای‌ام‌سی به نمایش درآمد. آنجلا کانگ و کوری رید نویسندگی این قسمت را برعهده داشتند.